# Ključi sčast'ja
Ključi sčast'ja (Ключи счастья) è un film del 1913 diretto da Vladimir Rostislavovič Gardin e Jakov Aleksandrovič Protazanov.
La pellicola è l'adattamento cinematografico dell'omonimo romanzo di Anastasija Alekseevna Verbickaja.